# غليارة
الغَليارة كانت شكلاً من أشكال رقص عصر النهضة وموسيقاه التي كانت شائعة في جميع أنحاء أوربَّة في القرن السادس عشر. ذُكرت في كتيبات الرقص من إنجلترا والبرتغال وفرنسا وإسبانيا وألمانيا وإيطاليا.

## المصدر
1. ↑  منير البعلبكي؛ رمزي البعلبكي (2008). المورد الحديث: قاموس إنكليزي عربي (بالعربية والإنجليزية) (ط. 1). بيروت: دار العلم للملايين. ص. 480. ISBN:978-9953-63-541-5. OCLC:405515532. OL:50197876M. QID:Q112315598.